# Eymundar þáttr af Skörum
Eymundar þáttr af Skörum es una historia corta islandesa (þáttr), escrita a finales del siglo XIV y conservada en el manuscrito Flateyjarbók (GKS 1005 fol.).